# 에이전트 H
에이전트 H(AGENT H, 1987년 1월 18일 ~ )는 대한민국의 군인이자 기업인으로 가짜사나이에 출연해 인기를 끌었다. 현재 킥더허들 스튜디오의 대표를 맡고있다.

## 개요
해군특수전전단 출신으로 저격수로 복무했었다. '미션 파서블'이라는 유튜브 채널을 운영하고 있다. 킥더허들 스튜디오라는 회사의 대표를 재임하고 있다. 가짜사나이에 출연해 인기를 끌었다.
가짜사나이에서는 강인하고 무서운 모습들을 보여주다가 자신의 유튜브채널이나 평상시에는 애교있는 매력들과 다정한모습들을 보여줌으로써 다중인격같다고해서 "다중이"라는 별명을 가지고 있다.

## 출연
- 피지컬갤러리 가짜사나이
- 배틀그라운드 보이스 채팅

## 논란

### 학교 폭력 의혹 논란
2020년 8월 에이전트 H가 학창시절 학교폭력을 지속적으로 저질렀다는 논란이 발생하였다. 에이전트 H가 무력을 사용한 것은 사실로 밝혀졌으나 지속적이지 않았고, 그마저도 에이전트 H의 사촌동생에게 학교폭력을 지속적으로 일삼던 가해자에게 지속적으로 폭력을 하지말라고 경고 및 회유하였으나 이를 듣지 않고 지속적으로 사촌동생에게 학교폭력을 해 한번 무력을 사용하였다는 사실이 밝혀졌다. 이에 대해 H측은 "당사자를 만나 이야기를 나누었으며 자신의 행동은 어떤 이유로도 정당화 될 수는 없다."고 밝혔다. 그는 "학교 폭력을 주장하는 사람들은 내 사촌 동생을 지속적으로 폭행해 온 가해자들이다"라며 "폭력은 어떠한 상황에도 정당화 될 수 없다는 건 잘 알고있다. 그때 내 행동을 미화할 생각도 없었다. 내가 한 일에 대해서는 나도 책임을 지고 회피하지 않겠다"라고 말했고 루머를 퍼트린 사람들을 법적 대응 하겠다고 밝혔다.